# Hank Azaria
Henry Albert Azaria, ameriški filmski igralec in producent, * 25. april 1964 New York City, ZDA. 
Azaria je posodil glas številnim likom v animirani televizijski seriji Simpsonovi na Foxu, posodil pa je tudi glas Eddieju Brocku v animirani seriji Spider-Man (1994). Nastopil je tudi v filmu Ptičja kletka (1996), kot Gargamel pa je Azaria nastopil v filmih Smrkci 1 (2011) in Smrkci 2 (2013).
Azaria je dvakrat poročen in enkrat ločen. Z svojo drugo ženo ima sina Hala. 